# Siccia fukudai
Siccia fukudai är en fjärilsart som beskrevs av Inoue 1965. Siccia fukudai ingår i släktet Siccia och familjen björnspinnare. Inga underarter finns listade i Catalogue of Life.